# ブルマジーニョ
ブルマジーニョ(ポルトガル語：Brumadinho)(ブラジルポルトガル語発音: [bɾumaˈdʒiɲu])は、ブラジルの南東部地域のミナス・ジェライス州の基礎自治体。
州都ベロ・オリゾンテの都市圏に属する。
標高は880mで、2018年7月1日の人口は3万9520人。
パラオペバ川が流れる。
イニョチン地区には、ラテンアメリカ最大級の屋外現代美術館が有る。

## 歴史
1689年に入植が始まった。
1929年5月13日、市民のTarcilio Gomes da Costa がBanda São Sebastião交響楽団を結成した。
1938年12月17日、自治体に昇格した。
1955年5月25日、市に昇格した。
1994年、セーハ・ド・ローラ・モッサ州立公園が開園し、その内39.41km2が市域に含まれた。
2019年1月25日、ブルマジーニョ尾鉱ダム決壊事故が発生し、少なくとも193人が死亡した。泥流は鉱山の管理区域だけでなく、下流の集落も飲み込んだ。